# البرتقالة المرة الجزء الثاني
البرتقالة المُرّة (الجزء الثاني)
البرتقالة المُرّة 2 (بالفرنسية: L’Orange Amère 2) هو فيلم درامي مغربي من إخراج [اسم المخرج] وسيناريو [اسم الكاتب]، صدر سنة [2025]. يُعتبر تتمة لفيلم البرتقالة المُرّة (2007) الذي عُرف كواحد من أنجح الأعمال الرومانسية في السينما المغربية. الجزء الثاني يستعيد شخصية "السعدية" بعد مصيرها المأساوي، ويغوص في عوالم الغدر، السحر، الحب الأعمى، والصراع بين الروحانية والتفاهة.
القصة
يبدأ الفيلم بمشهد سريالي حيث تُرى السعدية، البطلة السابقة، وهي تغرق في بحر أصيلة في حالة جنون بعد صدمة حب قاسية. تنقذها لالة الهاشمية، امرأة سبعينية ذات بعد روحاني صوفي، لتصبح حامية سرها ومرشدة في رحلة كشف الغموض.
يتضح أن الساحر – والد الفتاة التي تزوجها "أمين" (حبيب السعدية السابق) – هو من خطط لتدميرها عبر سحر مدسوس في برتقالة. ومع تطور الأحداث، يظهر أن السعدية كانت قد تركت رسالة سرية مع صديقتها نرجس، قبل انهيارها، خوفًا من ضياع الحقيقة. الرسالة تسقط بالصدفة في يد رجل فقير يبلغ 75 عامًا، يصبح بدوره مفتاحًا لكشف السر.
الفيلم يقدّم صراعًا بين قوتين:
الهاشمية: تمثل الروحانية والتوبة، وتستمد قوتها من الدعاء وكتاب "الروح".
الدكتور فنيد: شخصية ساخرة حداثية يقود مظاهرة عبر نساء جاهلات، ويمثل "فيروس التفاهة" الذي يصيب المجتمع.
في ذروة الأحداث، يحاول الساحر خطف روح السعدية عبر طقوس مظلمة، بينما تسعى الهاشمية ونرجس لتفكيك السحر وإعادة التوازن. النهاية تُترك مفتوحة: قطعة قماش خضراء مطرزة بالذهب (لباس السعدية) تطفو على البحر عند الغروب، فيما يمشي الرجل الفقير حاملًا الرسالة نحو المجهول، قبل أن يتلاشى المشهد إلى السواد.
الشخصيات
السعدية: رمز الحب الجريح، ضحية الغدر والسحر.
لالة الهاشمية: عجوز صوفية، تمثل الحكمة الروحانية.
نرجس: صديقة السعدية، ممزقة بين الشك والولاء.
الساحر: الخصم الرئيسي، يسعى للسيطرة عبر الحب الشيطاني.
الدكتور فنيد: شخصية ساخرة تمثل التفاهة المعاصرة.
الرجل الفقير: شاهد صامت وناقل الحقيقة.

الإنتاج
تم تصوير الفيلم في مدينة أصيلة المغربية، مستفيدًا من طبيعة شواطئها وأزقتها التاريخية لإبراز الجو الغامض والروحاني للأحداث.
السيناريو استلهم من الحكم العطائية والتقاليد الصوفية المغربية، مع دمج رمزية البحر، البرتقالة، والرسالة السرية.
الموسيقى الأصلية اعتمدت على الناي، القانون، والآهات الصوفية، لتعزيز الطابع التأملي للفيلم.
الاستقبال
رغم أن الفيلم لم يُعرض بعد (سيتم عرضه بداية شهر شتنبر من العام 2025)، أثار الإعلان عن الجزء الثاني نقاشًا واسعًا في الأوساط السينمائية المغربية، نظرًا لجرأة المزج بين الرومانسية الكلاسيكية والسرد الرمزي الروحاني، إضافة إلى نقد ظاهرة "التفاهة الرقمية" في المجتمع.
انظر أيضًا
البرتقالة المُرّة (2007)
السينما المغربية
أفلام رومانسية درامية
مراجع
(يمكن إضافة المراجع بعد النشر الصحفي والنقدي للفيلم)
تصغير  الاعلان الرسمي لفيلم على قناة اليوتوب https://www.youtube.com/@bous-al3